# L'Homme sans nom
L'Homme sans nom, un téléfilm français de 2010 réalisé par Sylvain Monod.
Pour les articles homonymes, voir L'Homme sans nom (homonymie).
Pour plus de détails, voir Fiche technique et Distribution.
L'Homme sans nom est un mélodrame français réalisé en 1942 par Léon Mathot.

## Fiche technique
- Réalisateur : Léon Mathot
- Scénario, adaptation et dialogues : Jean-Pierre Vinet
- Dialogues : Jean-Georges Auriol, Maurice Bessy
- Producteur : Jean-Pierre Frogerais
- Décors : Roland Quignon
- Photographie : Georges Million
- Montage : Alexandre Ouralski
- Musique : Henri Verdun
- Directeur de production : Charles Guichard[2]
- Maquilleur : Hagop Arakelian[2]
- Société de production : Productions Sigma
- Société : de distribution : Les Films Vog
- Format : Noir et blanc - 1,37:1 - 35 mm - Son mono
- Pays de production :  France
- Genre : Film dramatique
- Durée : 98 minutes (1 h 38)
- Date de sortie :	
  - France : 4 février 1943

## Distribution
- Jean Galland : Vincent Berteaux dit Monsieur Vincent, le guérisseur d'un village basque
- André Alerme : le docteur Pagès
- Sylvie : Madame Ourdebey
- Anne Laurens : la sœur de lait d'André
- Georges Rollin : André Ourdebey
- Pierre Tichadel : l'innocent
- Gilberte Jomey : Assomption, une jeune fille en vacances au village basque
- Gisèle Grandpré : sa mère
- Marie Carlot : la maîtresse
- André Carnège
- France Ellys
- Danielle Godet : Une figurante
- Georges Gosset
- Georges Péclet
- Alexandre Mihalesco